# Секеи Буковины
Се́кеи Букови́ны (венг. bukovinai székelyek, рум. secuii din Bucovina) — субэтническая группа венгров-секеев, живущих в исторической области Буковина.

## История
Во второй половине XVIII века часть секеев эмигрировала из Трансильвании в Буковину, где они основали сёла и сохраняли особую культуру до Второй мировой войны. Причиной отъезда из Трансильвании было ограничение их давних прав.
История этой генерации берёт начало в 1764 году, когда императрица Священной Римской империи Мария-Терезия урезала древние права секеев Трансильвании, а также провела среди них массовую мобилизацию. Секеи подняли восстание, которое было жестоко подавлено. Тысячи секейских беженцев перешли границу с Молдовой и поселились в Чангоше[где?] (см. чангоши). После того, как Габсбургская империя в 1774 году приобрела Буковину, генерал Андраш Хадик (герой взятия Берлина в 1757 году во время Семилетней войны) добился амнистии для секеев и переселил их из Молдовы в Буковину, где ими были основаны пять деревень: Хадикфальва, Иштеншегич, Фогадииштен (1776), Йожеффальва (1785) и Андрашфальва (1786).
6 апреля 1941 года регент Венгрии Миклош Хорти призвал буковинских секеев вернуться в Венгрию, и поселил тех, кто откликнулся на призыв, в недавно присоединённой Воеводине. В октябре 1944 года этим людям пришлось спасаться от террора коммунистов-титовцев, многие секеи нашли прибежище в Бургенланде (Альпийские и дунайские рейхсгау, ныне Австрия).